# Hercostomus silvestris
Hercostomus silvestris är en tvåvingeart som beskrevs av Marc Pollet 1990. Hercostomus silvestris ingår i släktet Hercostomus och familjen styltflugor.
Artens utbredningsområde är Belgien. Inga underarter finns listade i Catalogue of Life.